# Maxus G70
Maxus G70 – samochód osobowy typu minivan klasy średniej produkowany pod chińską marką Maxus od 2023 roku.

## Historia i opis modelu

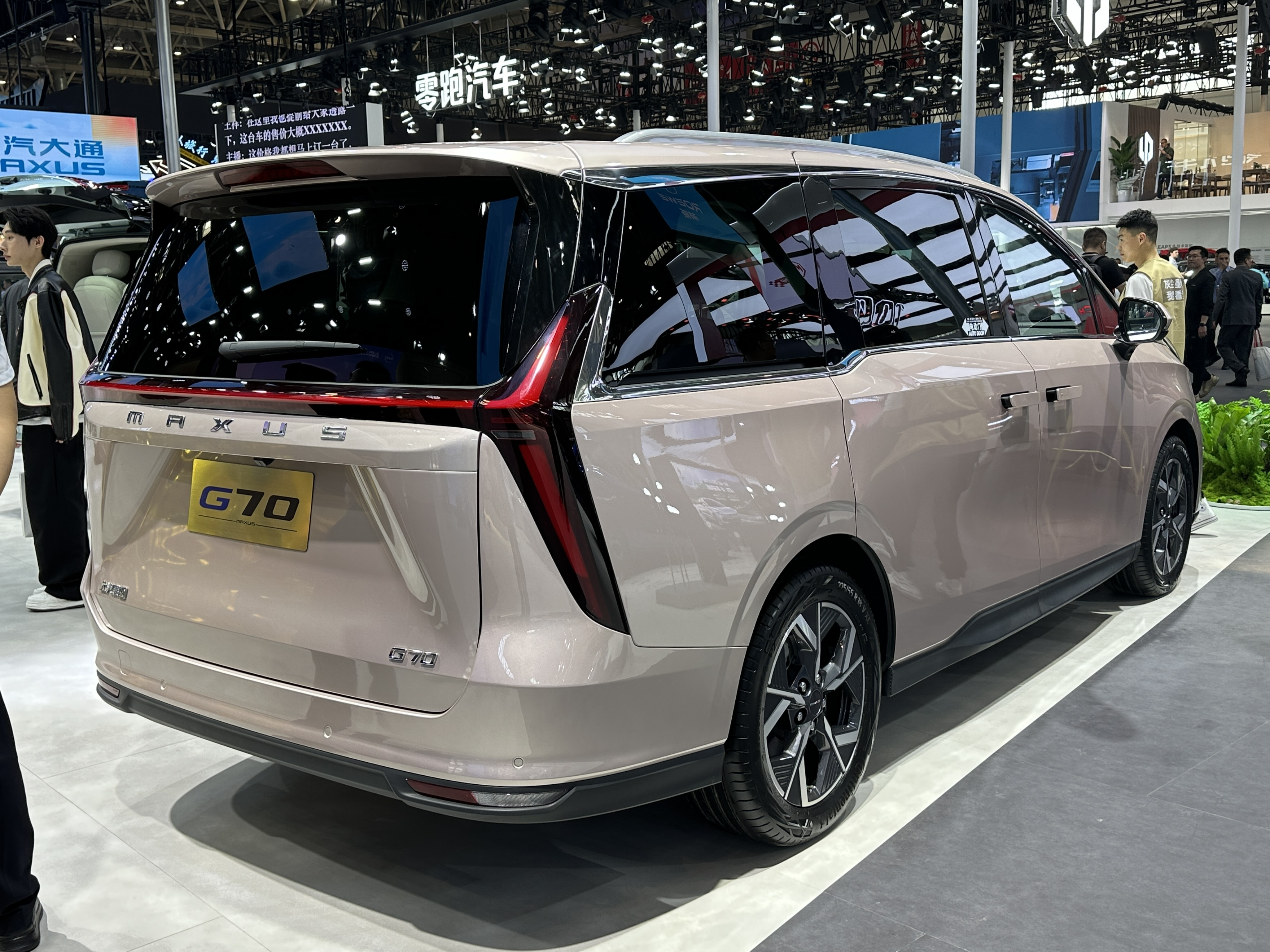
Maxus G70 - tył

Podobnie jak w przypadku flagowego G90, także i nowy model G70 plasujący się poniżej jego najpierw pół roku wcześniej zadebiutował w wariancie elektrycznym, by jesienią 2023 miała miejsce prezentacja odmiany z silnikiem spalinowym. Samochód przyjął postać dużego rodzinnego minivana, z sylwetką łączącą ostre linie ze strzelistymi detalami. Pas przedni przyozdobiły dwurzędowe reflektory, z charakterystyczną listwą świetlną o agresywnych zakończeniach. Ponadto zastosowano chowane klamki, a także rozbudowale wielokształtne lampy tylne w motywie litery "H".
Kabina pasażerska z odsuwanymi tylnymi lampami umożliwiła transport 6 lub 7 pasażerów w trzech rzędach siedzeń, z kolei deska rozdzielcza została przyozdobiona trzema 12,3-calowymi ekranami pełniącymi kolejno funkcję cyfrowych zegarów, głównego systemu multimedialnego i dodatkowego systemu dla pasażera. 
Do napędu G70 wykorzystano wyłącznie czterocylindrowy, turbodoładowany 2-litrowy silnik benzynowy o mocy 234 KM, który został połączony z 9-biegową hydrauliczną automatyczną skrzynią biegów.

### Sprzedaż
Maxus G70 powstał wyłącznie z myślą o sprzedaży na wewnętrznym rynku chińskim. Zbieranie zamówień w ramach przedsprzedaży rozpoczęło się w październiku 2023 roku, a dystrybucja pierwszych egzemplarzy miała miejsce miesiąć później, w listopadzie.

### Silnik
- R4 2.0l Turbo 234 KM

### Mifa 7

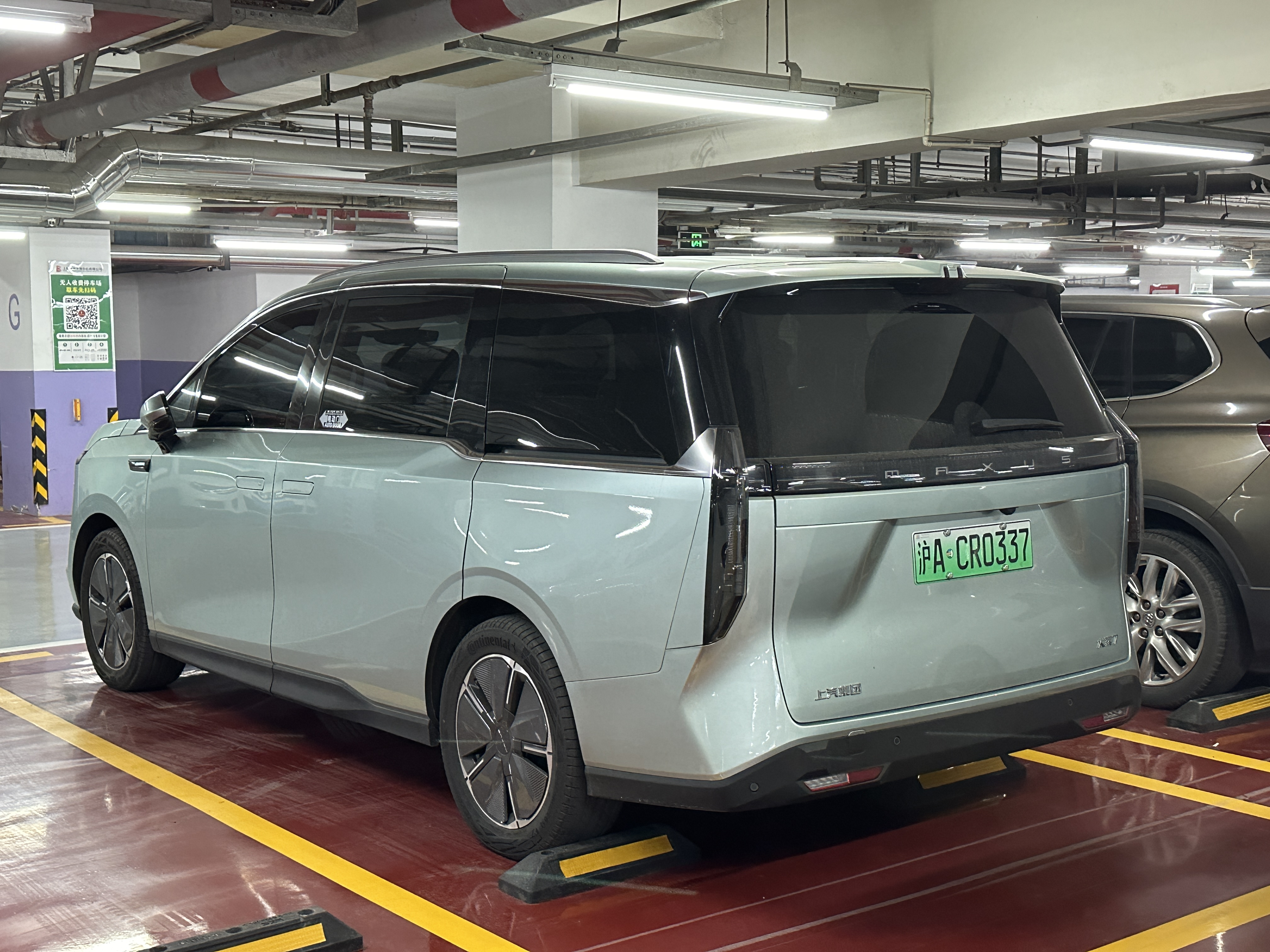
Maxus Mifa 7 - tył

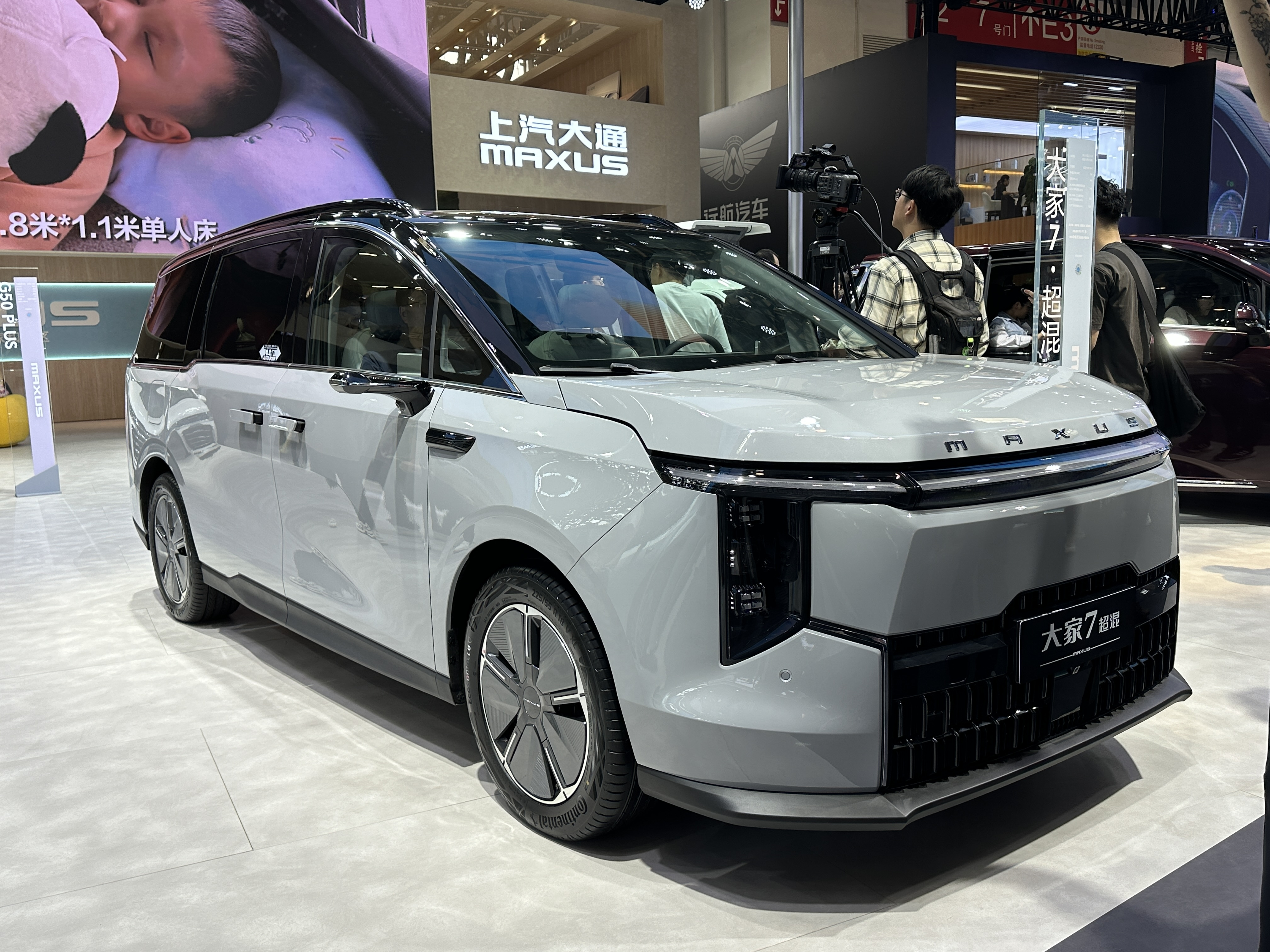
Maxus Mifa 7 PHEV

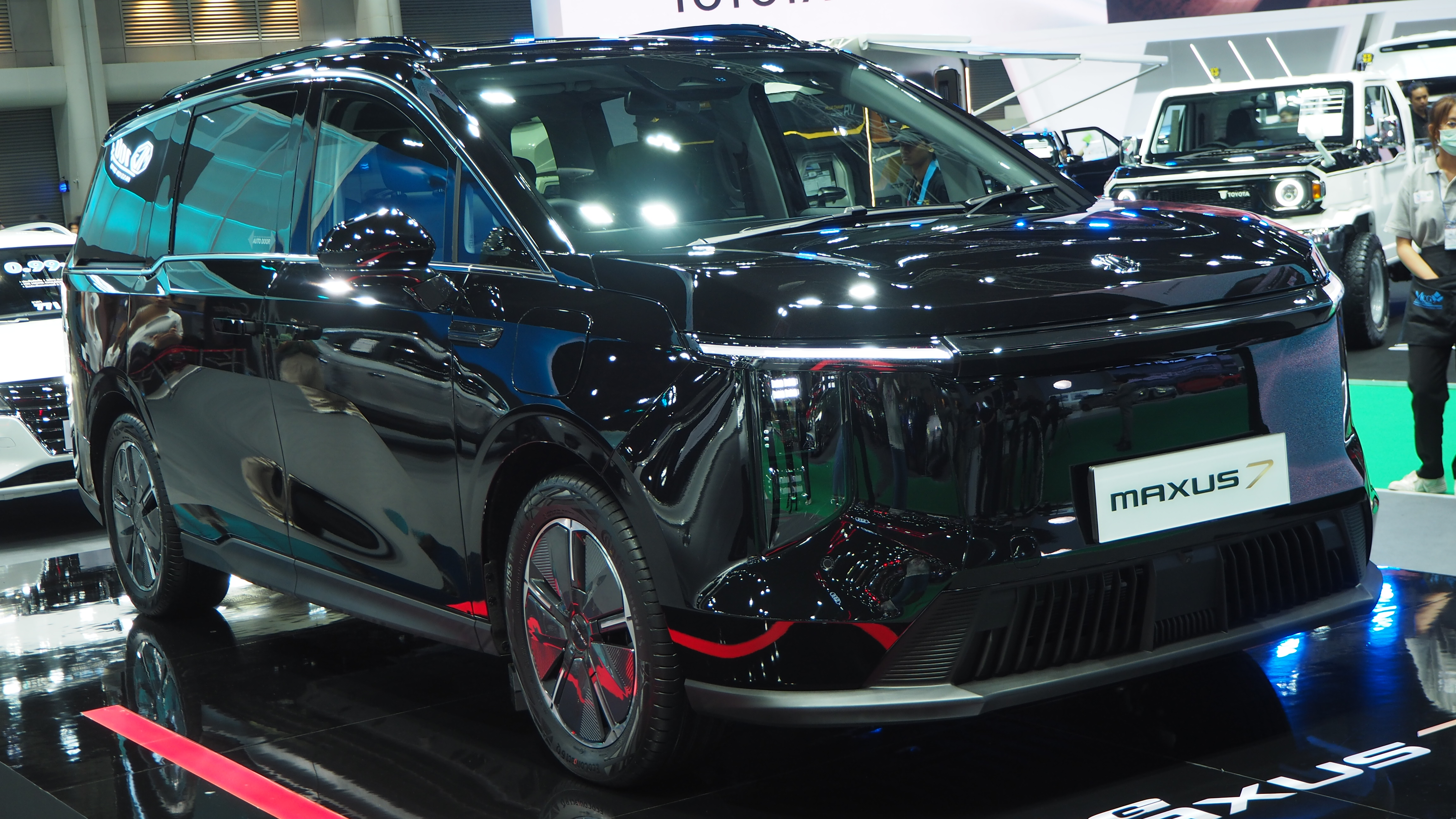
tajlandzkie MG Maxus 7

Maxus Mifa 7 został zaprezentowany po raz pierwszy w 2023 roku.
Po prezentacji flagowej Mify 9, a także włączeniu do nowej linii modelowej dotychczasowych produktów z gamy Euniq, Maxus zdecydował się rozbudować ofertę swoich elektrycznych rodzinnych modeli o kolejnego dużego minivana. Mifa 7 powstała jako w pełni elektryczna alternatywa dla spalinowego G70, odróżniając się od niego bardziej futurystyczną stylizacją.
Pas przedni Mify 7 utworzyły reflektory w kształcie litery "T" połączone pasem świetlnym, z niewielkim dolnym wlotem powietrza i minimalizacją przetłoczeń. Linię boczną wyróżniły chowane klamki, z kolei tylne lampy wzorem przodu utrzymały formę prostopadłych linii dominujących całą szerokość pojazdu. Kabina pasażerska została w całości przejęta z modelu G70, z trzema rzędami siedzeń i kokpitem z 3 ekanami o przekątnej 12-3 cala.

### Sprzedaż
Maxus Mifa 7 trafił do sprzedaży wyłącznie na rodzimym rynku chińskim wiosną 2023 roku, trafiając do produkcji w zakładach produkcyjnych koncernu SAIC Motor w Jiangsu. Wiosną 2024 roku zaprezentowano wariant eksportowy na rynek tajlandzki pod bratnią marką koncernu SAIC jako MG Maxus 7.

### Dane techniczne
Mifa 7 jest w podstawowym wariancie samochodem w pełni elektrycznym, do której napędu wykorzystano 244-konny silnik elektryczny. Baterie dostarczył chiński koncern CATL w dwóch wariantach: 77 kWh i 527 kilometrów zasięgu oraz 90 kWh i 605 kilometrów zasięgu, w obu przypadkach według normy pomiarowej CLTC. Maxus umożliwił wybranie wariantu obsługującego system szybkiej wymiany akumulatorów w dedykowanych stacjach. W kwietniu 2024 ofertę uzupełniła także hybrydowa odmiana z układem typu plug-in, łączącą jednostkę spalinową z akumulatorem doładowywanym z wtyczki.